# Andrew Ellicott Douglass
Andrew Ellicot Douglass (Contea di Windsor, 5 luglio 1867 – Tucson, 20 marzo 1962) è stato un astronomo statunitense.
È stato il fondatore della dendrocronologia, che è un metodo di datazione degli alberi guardando il modello di crescita degli anelli del tronco. Egli ha iniziato le sue prime scoperte di dendrocronologia nel 1894, mentre studiava all'Osservatorio Lowell, spinto dalla ricerca di un metodo di rilevazione dei cicli dell'attività solare del passato. Nel 1937 Douglass, ha istituito il Laboratorio di ricerca di anelli (Laboratory of Tree-Ring Research o LTRR) presso la University of Arizona.

## Riconoscimenti
Gli sono stati dedicati un cratere di 51 km di diametro sulla Luna, uno di 93 km su Marte e un asteroide, 15420 Aedouglass.